# Merlin (film)
Merlin (ang. Merlin) – amerykańsko-brytyjski przygodowy film fantasy z 1998 roku, w reżyserii Steve’a Barrona, wyprodukowany przez Hallmark Channel. Fabuła filmu luźno nawiązuje do legend arturiańskich.
Film otrzymał 4 nominacje do Złotych Globów za 1998 rok.

## Fabuła
Źródło: Filmweb
Legendarny czarodziej Merlin przyszedł na świat obdarzony już czarodziejskimi zdolnościami. Ponieważ matka umarła przy jego narodzinach wychowaniem Merlina zajęła się "cioteczka" oraz zła czarownica Mab. Należąca do pocztu bóstw starej religii potrzebowała wierzących aby istnieć. Jednym z nich był Merlin, którego wyszkoliła na najpotężniejszego żyjącego czarnoksiężnika.
Pewnego dnia Merlin poznaje przepiękną księżniczkę Nimue. By zdobyć jej serce i rękę wplątuje się w walkę między dwoma potężnymi władcami. Im dłużej Merlin żyje, tym więcej postanawia uczynić dobrego dla kraju. Jedną z tych "dobrych" rzeczy jest zerwanie kontaktów z mroczną Mab. Bogini nie zamierza się poddać i wydaje Merlinowi walkę na śmierć i życie.

## Obsada
Źródło: Filmweb
- Sam Neill – Merlin
- Helena Bonham Carter – Morgana Le Fay
- Miranda Richardson – Mab / Pani Jeziora
- Isabella Rossellini – Nimue
- Martin Short – Frik
- Rutger Hauer – król Vortigern
- Lena Headey – Ginewra
- Paul Curran – król Artur
- Jason Done – Mordred
- Mark Jax – król Uther
- Jeremy Sheffield – Lancelot
- Robert Addie – sir Gilbert
- Sebastian Roché – sir Gawain
- John Gielgud – król Constant